# Rencontres du cinéma de montagne de Grenoble
Les Rencontres du cinéma de montagne sont un festival de cinéma organisé par la Maison de la montagne qui se déroule chaque année en novembre à Grenoble.
Depuis 1998, ce festival permet de voir durant une semaine les plus belles images de glisse, d'exploits verticaux, d'aventures au long cours et de voyages sur les sommets du monde.
Chaque année, des alpinistes, des guides et des réalisateurs sont invités pour des rencontres avec le public.
Le Summum a été le lieu de projection avant que ce ne soit le palais des sports.
En 2020, en raison de la crise sanitaire due à la pandémie de Covid-19, l'évènement comprenant 24 films est diffusé sur TéléGrenoble du 3 au 7 novembre.

## Participation à ces rencontres
- Catherine Destivelle
- Christophe Dumarest
- Patrick Gabarrou
- Arnaud Petit